# Caledargiolestes janiceae
Caledargiolestes janiceae är en trollsländeart som beskrevs av Maurits Anne Lieftinck 1975. Caledargiolestes janiceae ingår i släktet Caledargiolestes och familjen Megapodagrionidae. IUCN kategoriserar arten globalt som otillräckligt studerad. Inga underarter finns listade i Catalogue of Life.